# Volksschulgebäude Oberkötzschenbroda
Das Volksschulgebäude Oberkötzschenbroda liegt in der Neuländer Straße 34 im Stadtteil Oberkötzschenbroda der sächsischen Stadt Radebeul. Es wurde ab 1901 als Volksschule durch den Maurermeister Alfred Große errichtet. Heute wird es als Wohnhaus genutzt.

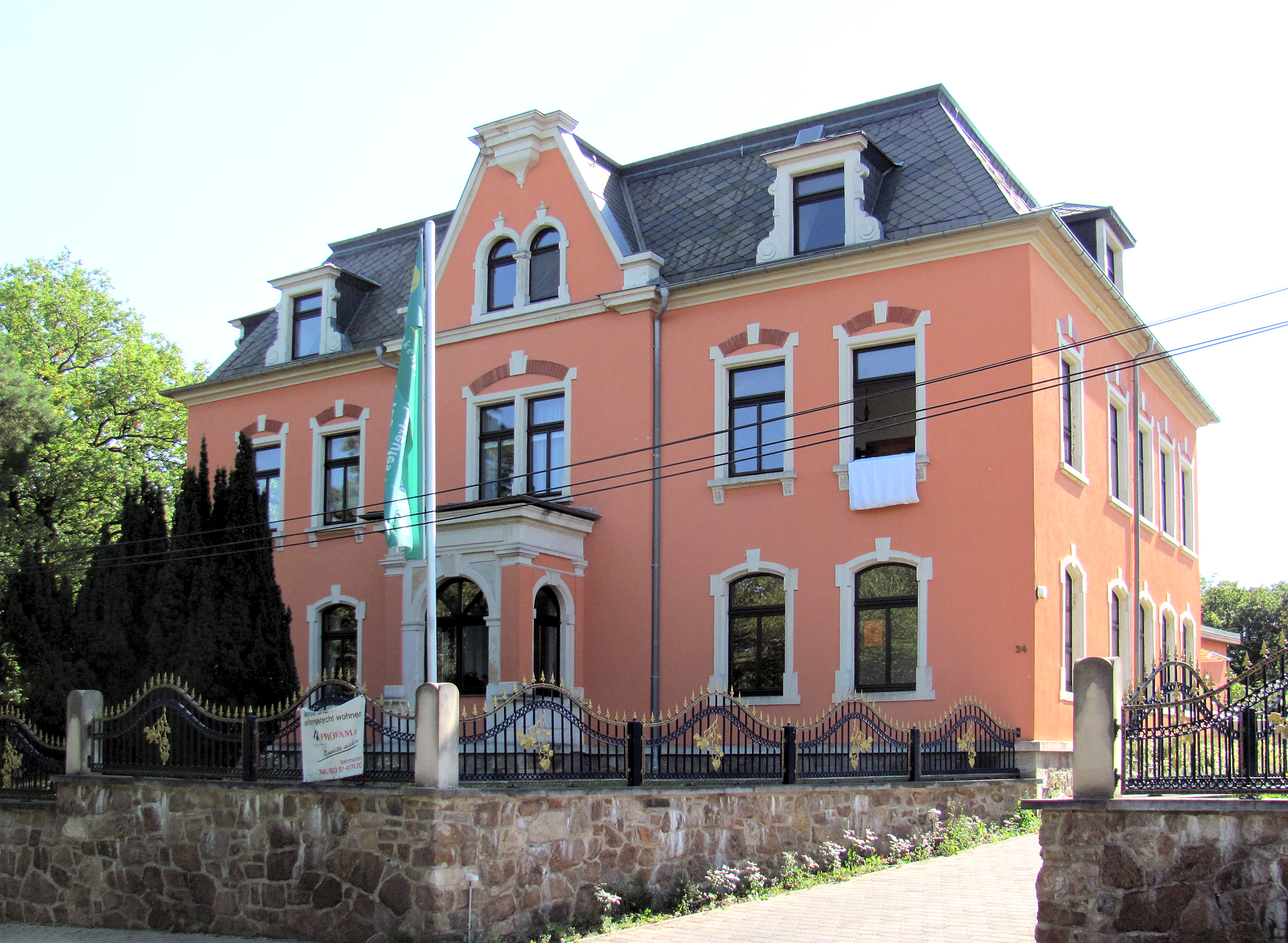
Volksschulgebäude Oberkötzschenbroda

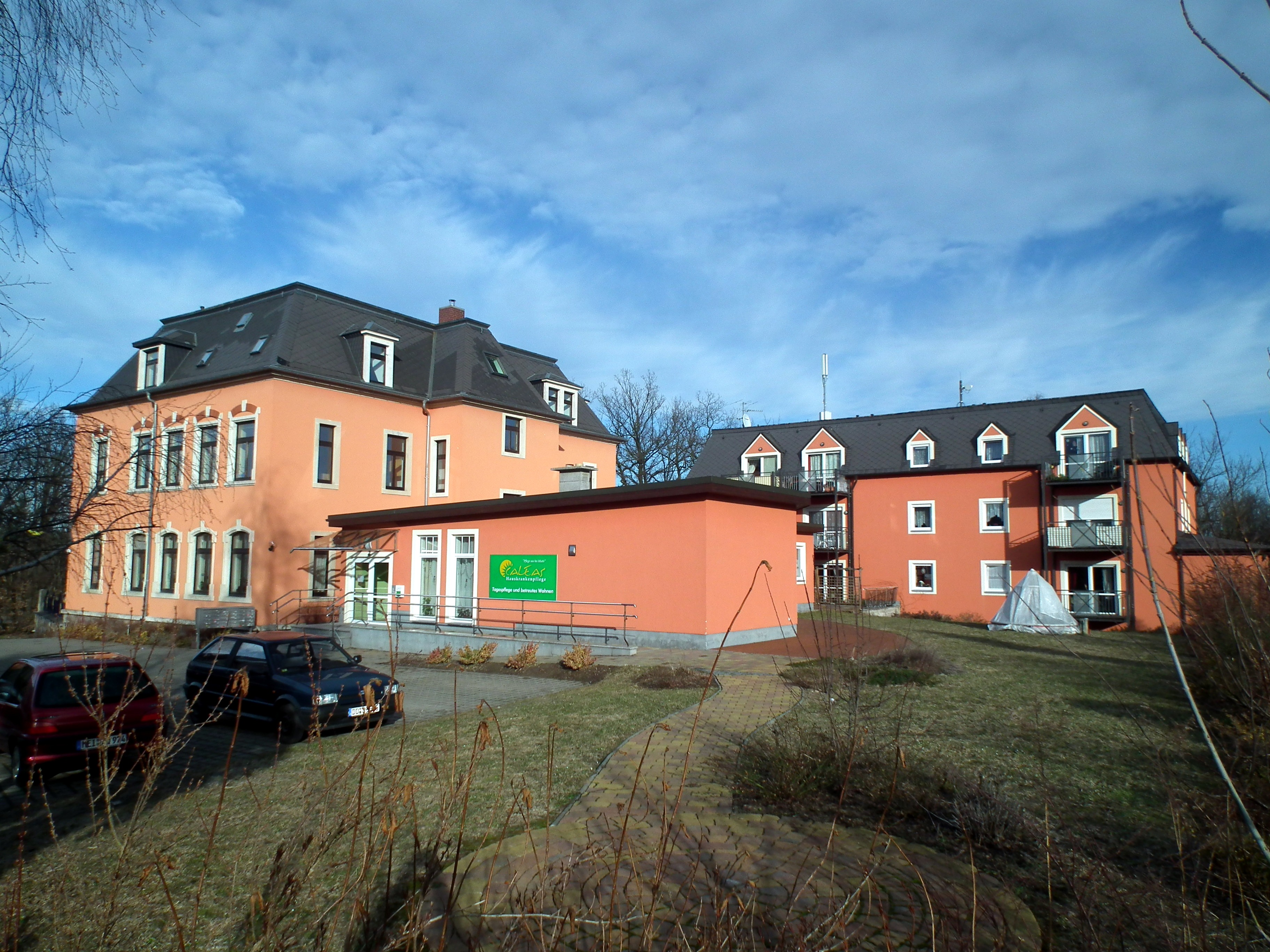
Blick auf den ehemaligen Schulhof mit Parkplatz und Haupteingang, sowie dem neuen Anbau für die Tagespflege und einem Neubau-Nebengebäude

## Beschreibung
Das Gebäude, dessen Denkmalschutzstatus nach 2008 aufgehoben wurde, ist ein zweigeschossiges Haus auf einem Bruchsteinsockel und mit einem ausgebauten, schiefergedeckten Plattformdachgeschoss. Die Dachgauben werden durch Voluten geschmückt. Das Gebäude steht etwas erhöht zur Straße, was durch eine rechts am Haus vorbeiführende Auffahrtsrampe ausgeglichen wird.
In der symmetrischen Straßenansicht steht ein Mittelrisalit, davor der ehemalige Eingangsvorbau mit Rundbogenportal, das heute durch ein Fenster zugesetzt ist. Der Risalit wird vor dem Dach durch einen symmetrischen Trapezgiebel abgeschlossen, auf dem sich ehemals ein Zwiebeltürmchen mit einer Wetterfahne befand.
Die ehemalige Gliederung des Putzbaus ist stark reduziert. Die von reichhaltig profilierten Sandsteingewänden eingefassten Fenster sind im Erdgeschoss stichbogig, im Obergeschoss zeigen sie Stichbogenblenden mit Überfangbögen aus Ziegelstein, mittig darin Schlusssteine aus Sandstein.

## Geschichte

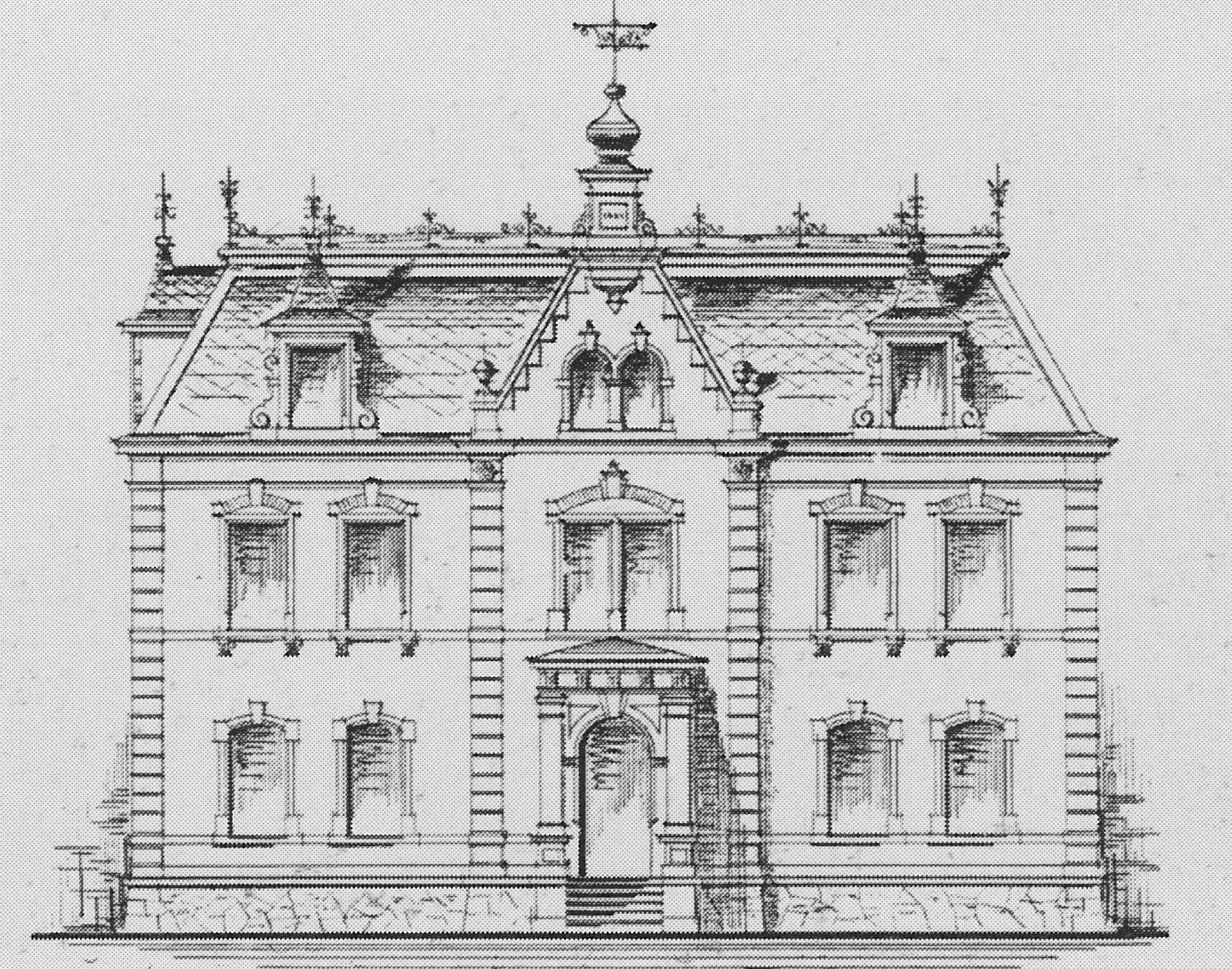
Bauzeichnung, 1901

Ende des 19. Jahrhunderts warf sich für Kötzschenbroda die Schulfrage im Oberort auf. Die Ansiedlung um die eng begrenzte Gemarkung von Lindenau war von 10 Häusern mit etwa 25 Familien 1891 bis zum Jahr 1899 schon auf 37 Häuser mit etwa
120 Familien gewachsen. Diese wohnten nicht nur an der oberen Moritzburger Straße, sondern auch am Höhenweg, am Jagdweg, am Kreyernweg und an der Ringstraße. Diese Kinder besuchten wie ihre Lindenauer Nachbarn die Lindenauer Schule (Moritzburger Straße 88). 1893 lehnte es der Kötzschenbrodaer Schulverband ab, sich an den Schulkosten der Gemeinde Lindenau zu beteiligen. Da die Schule aufgrund der gestiegenen Kinderzahlen hätte erweitert werden müssen, durften ab 1894 die Oberkötzschenbrodaer Kinder nicht mehr die nahegelegene Lindenauer Schule besuchen.
Um den Oberort-Kindern den weiten Schulweg in die Zentrums-Schule an der Hermann-Ilgen-Straße (die heutige Mittelschule Kötzschenbroda) zu ersparen, wurde 1897 erst einmal im Haus des Maurermeisters Schober am Kreyernweg eine Behelfsschule eingerichtet.
Im Juli und im August 1901 beantragte dann der Kötzschenbrodaer Schulvorstand F. A. Bernhard Große, von Beruf Baumeister, bei der königlichen Schul-Inspektion der zuständigen Amtshauptmannschaft Dresden-Neustadt den Bau eines Schulhauses für den nördlich der Niederlößnitz getrennt vom Kötzschenbrodaer Zentrum gelegenen Oberort. Der Entwurf stammte von dem Maurermeister Alfred Große, der Kostenvoranschlag ergab eine Bausumme von etwa 36.000 Mark. Vorgesehen war ein Bauplatz am sogenannten Sauplatz, an der Kreuzung der heutigen Neuländer- mit der Jägerhofstraße. Die Baugenehmigungen ergingen im September und im Oktober selbigen Jahres. Ende Juni 1902 wurde die Volksschule ihrer Bestimmung übergeben.
Im Jahr 1920 wurden die Schulen in Oberort und Lindenau zusammengelegt. Zwischen 1935 und 1945 trug die Oberort-Schule den Namen des nationalsozialistischen Aktivisten Leo Schlageter (1894–1923).
Im Jahr 1959 wurde die Schule in eine zehnklassige Polytechnische Oberschule umgewandelt, was die Platzprobleme jedoch vergrößerte. Der Turnunterricht musste zeitweise in die Räumlichkeiten von Mieth′s Weinstuben (Altlindenau 35) verlegt werden.
Ab 1971 wurde als Nachfolgebau an der Kottenleite 42, nördlich des Mohrenhauses in der Nähe des Waldparks Radebeul-West, eine Neubauschule vom Typ Dresden errichtet, die 1973 als POS Oberort eingeweiht wurde. 1977 erhielt sie den Namen POS Hermann Matern nach dem kommunistischen Funktionär Hermann Matern (1893–1971). 1990 erfolgte die Umbenennung in Waldparkschule, 1992 die Aufteilung in Mittel- und Grundschule, der 2002 die Schließung wegen baulicher Mängel und Mangels an Schülern folgte. 2007 wurde der marode Schul-Plattenbau abgerissen, während die ehemalige Schulsporthalle weiterhin als Sporthalle genutzt wird.
Das ehemalige Volksschulgebäude am sogenannten Sauplatz (Neuländer Straße 34) ist heute zu einem Wohnhaus umgebaut. Es hat 10 seniorengerechte Wohnungen, wovon mehrere sogar rollstuhlgerecht umgebaut wurden. Über den neuen Haupteingang, eine Rollstuhlrampe und einen Aufzug sind alle Wohnungen barrierefrei erreichbar. Auf dem Schulhof wurde beim Umbau ein Anbau mit einem neuen Haupteingang und Räumlichkeiten für eine Tagespflege errichtet. Durch den Haupteingang ist auch das neu entstandene Nebengebäude mit zusätzlich 16 Wohnungen erreichbar. Viele Wohnungen haben einen Blick über den Elbtalkessel Richtung Weistropp und auf den Wasserturm. Auf dem Dach des Nebengebäudes wurde eine Antenne für den Mobilfunk errichtet.